# Indigo djeca
Indigo djeca je pojam korišten za osobe kod kojih su, prema vjerovanju New Age pokreta, nazočne određene sposobnosti, odnosno sposobnosti koje navodno pripadaju "višem evolucijskom stupnju čovječanstva". Vjeruje se da jako dobro shvaćaju ljude s kojima dolaze u kontakt. Također, takve osobe navodno imaju auru indigo boje.

## Porijeklo pojma
Pojam indigo dijete prvi je put 1982. godine u svojoj knjizi "Understanding Your Life Through Color" uporabila Nancy Ann Tappe 1982., samoproglašena sinestetica i vidovnjakinja. Tvrdila je da ima sposobnost viđenja aure i da je krajem 70-ih počela primjećivati sve veći broj djece s "indigo aurom".
Ideju o "indigo djeci" popularizirali su Lee Carroll i Jan Tober, bračni par koji je 1998. godine izdao knjigu "The Indigo Children: The New Kids Have Arrived"
Tvrde da im je koncept rekao izvanzemaljac Kryon, kao i "izrazito važne informacije" tipa "Ljubav je najsnažnija sila u cijelom svemiru." Bračni par o Kryonu izbjegava razgovarati.

## Karakteristike i vjerovanja
Po New Age vjerovanjima, "indigo djeca" su vrlo osjetljiva, izrazito snažnog karaktera i snažnog osjećaja potrebe za promjenama u svijetu. Empatična su i mogu lako detektirati nečije misli, te ih prirodno privlače misteriji, spiritualnost, paranormalno i okultno, dok se u isto vrijeme protive autoritetu i podložnosti.
Neka vjerovanja smatraju da se "indigo djeca" često pogrešno dijagnosticiraju s ADHD-om, ADD-om ili OCD-om, pa čak i autizmom, te da postaju asocijalna ako nisu blizu ostale "indigo djece".
Također se vjeruje da su sklona depresijama i poremećajima sna kao što su nesanica ili noćne more.

## Znanstvene kritike
Prema psihijatru Russelu Barkleyu, svjetskom stručnjaku za ADHD, New Age mora, da bi bio imalo ozbiljno shvaćen, podnijeti empirijske dokaze za postojanje "indigo djece" i "17 odlika" koje ih navodno krase, a koje su lako primjenjive na većinu ljudi većinu vremena. Propagandu naziva primjenom Forerovog efekta. Barkley je također izrazio zabrinutost što se djeca s problemom etiketiraju kao "indigo", što može rezultirati odgođenom medicinski ispravnom dijagnozom i medicinski ispravnim tretmanom koji djetetu može pomoći.
Drugi su, ne tako obzirno, naglasili da se većina "odlika indigo djece" može prozaično interpretirati kao obična arogancija i sebični individualizam, što roditelji s New Age uvjerenjima ne žele prihvatiti, jer su uvjereni da je na snazi zavjera znanstvenika i liječnika, te da su njihova djeca posebna.
Također, jedno od komplementarnih racionalnih objašnjenja za takvo ponašanje djece jest činjenica da djecu sve više odgajaju mediji, te da su izložena iracionalnosti New Agea putem medija i roditelja. Djeca jednostavno imaju sve manje autoriteta zbog prezaposlenosti i stresa roditelja pa se smatraju superiornima.
Sa stajališta psihologije čovjeka, shvatljivo je zbog čega se izvjestan dio roditelja buni. Represija nastaje zbog toga što smatraju da je dijete s dijagnozom "nesavršeno" i "oštećeno". Iako medicinske dijagnoze ne znače da je dijete mentalno poremećeno, roditeljima s New Age uvjerenjima to ništa ne znači, pa optužuju liječnike da vrše testove nad njihovom djecom (usporediti s paranojom i teorijom zavjere oko cijepljenja). Obrana racionalnog mišljenja je besmislena, jer obrana "onih zlostavljaju i eksperimentiraju nad djecom" izaziva represiju. Neznatna manjina roditelja će istražiti o čemu se radi u cijeloj "indigo" propagandi.
Nick Colangelo sa Sveučilišta u Iowi, profesor i specijalist za obrazovanje nadarene djece, izjavio je kako bi bilo bolje da prva knjiga o indigo djeci nikad nije objavljena, te da se taj "pokret uopće ne bavi djecom, ni bojom indigo. Bavi se odraslima koji se prave stručnjacima i koji zarađuju novac na knjigama, prezentacijama i video materijalu."
Ni dječja psihologija ni psihijatrija ne priznaju ovaj navodni fenomen i svrstavaju ga pod pseudoznanost.

## Edukacija
Iako službene teorije odgoja djece, bazirane na znanosti, ne prihvaćaju New Age dogme o postojanju "indigo djece", stvorene su "alternativne edukativne skupine" koje odgajaju djecu izlažući ih kaši vjerovanja, posuđenih što iz istočnih dogmatskih sustava, što iz pseudoznanosti, najviše kvantnog misticizma.

## Komercijalizacija
Prema Lorie Anderson poplava vjerovanja u "indigo djecu" donijela je značajni profit prodavačima i "savjetnicima" za "indigo djecu" u vidu pojačane prodaje knjiga, filmova i ostalog New Age materijala, kao i pojačanih donacija i govornih prezentacija.